# Apteropanorpidae
De Apteropanorpidae vormen een kleine familie van schorpioenvliegen (Mecoptera).
De Apteropanorpidae zijn ongevleugelde roofinsecten, waarvan de larven leven in mossen.
Er zijn vier beschreven soorten uit één geslacht, die voorkomen in Tasmanië.

## Taxonomie
- Geslacht:  Apteropanorpa Carpenter, 1941
  - Soort: Apteropanorpa evansi Byers & Yeates, 1999
  - Soort: Apteropanorpa hartzi Palmer, Trueman, & Yeates, 2007
  - Soort: Apteropanorpa tasmanica Carpenter, 1941
  - Soort: Apteropanorpa warra Palmer, Trueman, & Yeates, 2007